# Собор Мьондон
Собор Мьондон або Собор Непорочного Зачаття Пресвятої Діви Марії (кор. 명동성당) — католицька церква в Сеулі, Південна Корея. Розташований на вулиці Мьондон. Є кафедральним собором архієпархії Сеула та національною історико-архітектурною пам'яткою.

## Історія
Під час пізньої династії Чосон, коли християни в Кореї були гнаною меншістю, наприкінці XIX століття в Кореї настала певна свобода для діяльності католицької церкви. У 1882 єпископ Жан Блан придбав землю в Сеулі і розпочав будівництво освітнього центру, біля якого планувалося побудувати католицький храм. 5 серпня 1892 відбулося освячення наріжного каменя церкви. Будівництво велося під керівництвом місіонерів з Паризького товариства закордонних місій. Через Першу китайсько-японську війну будівництво храму сповільнилося і завершено 29 травня 1898, коли храм освячений в ім'я Непорочного зачаття Пресвятої Діви Марії. На той момент церква Непорочного зачаття Пресвятої Діви Марії була найвищою будівлею в Сеулі.
У 1900 в соборі поховані мощі корейських мучеників, перенесені з семінарії в Йонсангу.
У 1970—1980-х корейські католицькі священнослужителі брали участь у протистоянні з військовим урядом Південної Кореї. У соборі часто знаходили притулок демонстранти, які брали участь у громадських протестах. У 1976 демонстранти та майбутній корейський президент Кім Де Чжун провели мітинг у соборі, під час якого вимагали відставки президента Пак Чон Хі. У 1987 близько 600 студентів влаштували в соборі голодування після тортур та смерті студента Чен Чоля.

## Архітектура
Є одним із представників неоготичної архітектури, побудований з червоної та сірої цегли без зовнішніх прикрас. Висота складає 23 метри, висота шпиля, на якому встановлено годинник, піднімається на 45 метрів.
22 листопада 1977 собор включений до списку національних пам'яток за № 258.